# Abdelkerim Abdoulaye
Abdelkerim Abdoulaye (* 1982) ist ein ehemaliger tschadischer Leichtathlet, der sich auf den Langstreckenlauf spezialisiert hat.

## Sportliche Laufbahn
Erste internationale Erfahrungen sammelte Abdelkerim Abdoulaye vermutlich im Jahr 2003, als er bei den Afrikaspielen in Abuja in 4:17,46 min den zwölften Platz im 1500-Meter-Lauf belegte. Im Jahr darauf belegte er bei den Afrikameisterschaften in Brazzaville in 3:56,83 min den neunten Platz über 1500 Meter und über im 5000-Meter-Lauf gelangte er mit 15:11,63 min auf den zehnten Platz. 2005 belegte er bei den erstmals ausgetragenen Islamic Solidarity Games in Mekka in 14:16,60 min den fünften Platz über 5000 Meter und stellte damit einen neuen Landesrekord auf und 2007 wurde er bei den Afrikaspielen in Algier in 1:08:37 h 19. im Halbmarathon. 2013 verzichtete er auf einen Start bei den Weltmeisterschaften in Moskau, ehe er bei den Spielen der Frankophonie in 14:52,72 min den neunten Platz belegte. 2016 beendete er seine aktive sportliche Karriere im Alter von 34 Jahren.